# Empresa de Pesquisa Agropecuária de Minas Gerais
A Empresa de Pesquisa Agropecuária de Minas Gerais (EPAMIG) é um órgão vinculado à Secretaria de Estado da Agricultura, Pecuária e Abastecimento e é administrada pelo governo do Estado de Minas Gerais, Brasil.
Destina-se ao desenvolvimento a aplicação de pesquisa na área agrícola (tanto de culturas anuais como perenes e pecuária).
São programas de pesquisa desenvolvidos pela EPAMIG:
Agroenergia
Aquicultura
Cafeicultura
Floricultura
Fruticultura
Grandes Culturas
Olericultura
Pesquisa em Bovinos
Processamento Agroindustrial
Silvicultura e Meio Ambiente
A atuação envolve a existência de Campos Experimentais da EPAMIG e Unidades Regionais da EPAMIG, intencionalmente instalados para contribuir e otimizar vocações locais e regionais.

## Campos Experimentais
Os CamposExperimentais da EPAMIG, vinculadas à Empresa de Pesquisa Agropecuária de Minas Gerais (EPAMIG), são locais de experimentação biotecnológicas, de aplicação da tecnologia desenvolvida nas Unidades Regionais da EPAMIG a que estão, diretamente, ligadas.
Os Campos Experimentais da EPAMIG estão em várias cidades (citadas abaixo) mineiras que tendem para o desenvolvimento das referidas atividades agropecuárias.
O Alto São Francisco, o Vale do Mucuri, o Vale do Rio Doce e Noroeste Mineiro são regiões do estado que não possuem Campos Experimentais (nem Unidades Regionais da EPAMIG).
As unidades estão nos seguintes locais (e seus respectivos focos de pesquisa são):
- Acauã: cana, oleaginosas e pecuária;
- Arcos: pecuária, e produção de sementes;
- Belo Horizonte:atividades administrativas etc.;
- Caldas: dedica-se à vitivinicultura. No Campo Experimental da Epamig em Caldas, foi desenvolvido o primeiro vinho fino do cerrado brasileiro, o Syrah, safra 2006, produzido nas dependências da vinícola do núcleo a partir de videiras cultivadas na Fazenda Salvaterra, em João Pinheiro, no Noroeste de Minas.[1] Os resultados de pesquisas deste núcleo são mais perceptíveis em Caldas, Andradas, Cordislândia, Três Corações, Diamantina, Pirapora, João Pinheiro e Jaíba;[2]
- Felixlândia: arroz, feijão, mandioca, milho etc.;
- Getúlio Vargas
- Gorutuba: algodão, arroz, entomologia, plantas daninhas e vários tipos de frutas;
- Jaíba: algodão, banana e feijão;
- Juiz de Fora: laticínios (no Instituto de Laticínios Cândido Tostes);
- Lambari: comercializa sementes de frutas, de arroz etc.
- Lavras: arroz, cafeicultura e frutas diversas (com comercialização de sementes);
- Leopoldina
- Machado: fornece mudas e sementes de café. O local contribuiu para tornar a cidade um dos maiores produtores nacionais de café (7º de Minas Gerais em recursos financeiros movimentados, conforme dados da Produção Agrícola Municipal, pesquisa do IBGE, relativa a 2006 e divulgada em outubro de 2007)
- Maria da Fé: pioneira nos melhoramentos genéticos da batata no último século, que projetou a unidade para todo Brasil, a unidade, atualmente, tem se tornado referência nacional nos estudos e pesquisas relacionadas a olivicultura - viabilizando o cultivo de oliveiras no Brasil - além de pesquisas para jardinagem e frutas diversas;
- Mocambinho: cebola, feijão, uva e vários outros tipos de frutas tropicais;
- Patrocínio: cafeicultura. A unidade contribuiu para que Patrocínio seja o maior produtor nacional de café do Brasil (em quantidade produzida, conforme pesquisa do IBGE, a Pesquisa Agrícola Municipal, relativa a 2006, divulgada em outubro de 2007;
- Pitangui:  cafeicultura, fruticultura, jardinocultura, olericultura, silvicultura e várias subáreas da Zootecnia;
- São João del-Rei: bovinocultura (corte e leite), floricultura, fruticultura, olericultura etc, em parceria com a UFSJ. A Fazenda Experimental Risoleta Neves funciona no Campus Tancredo Neves da UFSJ;
- São Sebastião do Paraíso: pesquisa em cafeicultura. A cidade é um dos maiores produtores de café de Minas Gerais;
- Sertãozinho
- Três Pontas: cafeicultura. O desenvolvimento e aplicação de biotecnologia a partir desta unidade consolidou a vocação local para o café (o maior produtor de Minas, em volume de recursos produzidos: cerca de 150 milhões de reais, conforme uma pesquisa do IBGE, a Produção Agrícola Municipal, relativo a 2006, divulgada em outubro de 2007);
- Vale do Piranga (unidade de Oratórios/MG)